# Calle de las Escuelas (Vitoria)
La calle de las Escuelas es una vía pública de la ciudad española de Vitoria.

## Descripción
La vía nace en la confluencia con las calles de Santa María y de Fray Zacarías Martínez y alcanza hasta donde la plaza de Santa María conecta con el cantón de San Marcos. Tiene cruces con el cantón de San Francisco Javier, la calle de Arrieta, la de Gasteiz y el cantón de Santa Ana. Se separó de El Campillo y adquirió título propio en 1855.
Aparece descrita en la Guía de Vitoria (1901) de José Colá y Goiti con las siguientes palabras:

Calle de las Escuelas.—Nombre primitivo. Se le dió este título en 1855, y antes era parte de «El Campillo,» situado e la primitiva población. Principia en la plazuela de Villasuso y concluye en la de Santa María. El número 2 de esta calle es un Depósito de aguas del Ayuntamiento. El número 10 es la Escuela de Artes y Oficios, edificada en 1890, siendo este edificio una ampliación de la antigua Academia de Dibujo, inaugurada en 1880. Los números 14 y 16 son la Escuela Normal de Maestras.
(Colá y Goiti, 1901, p. 34)

Además de la Escuela Normal de Maestras y la Academia de Bellas Artes ―así como la sucesora de esta última, la Escuela de Artes y Oficios―, ha albergado esta calle el colegio de Ramón Bajo y el Conservatorio Municipal de Música.